# برزان زاكيبوف
برزان زاكيبوف مواليد 7 يوليو 1984 في أوبليس كازاخستان الجنوبي، هو ملاكم محترف كازاخستاني يصنف ضمن فئة وزن خفيف الذبابة. شارك في دورة الألعاب الأولمبية الصيفية سنة 2008. حقق الميدالية الفضية في دورة الألعاب الآسيوية 2010.

## الميداليات
| الميدالية | المسابقة                   |
| --------- | -------------------------- |
| فضية      | دورة الألعاب الآسيوية 2010 |

## روابط خارجية
- برزان زاكيبوف على موقع أوليمبيديا (الإنجليزية)